# 프루프 오브 라이프
《프루프 오브 라이프》(Proof Of Life)는 미국에서 제작된 테일러 핵포드 감독의 2000년 모험, 액션, 스릴러 영화이다. 멕 라이언 등이 주연으로 출연하였고 테일러 핵포드 등이 제작에 참여하였다.

## 출연

### 주연
- 멕 라이언
- 러셀 크로우

### 조연
- 데이빗 모스
- 파멜라 리드
- 데이빗 카루소

## 기타
- 미술: 브루노 루베오
- 의상: 루스 마이어스
- 배역: 낸시 클로퍼